# Anna Morandi Manzolini
Anna Morandi Manzolini (Bolonia, 21 de enero de 1716 - Bolonia, 9 de julio de 1774) fue una profesora de anatomía y escultora de figuras en cera italiana. Recibió un permiso especial para impartir clases de anatomía la Universidad de Bolonia luego que su esposo Giovanni Manzolini, a cargo de la cátedra, enfermó de tuberculosis; se convirtió de este modo en profesora de anatomía hasta la muerte de su marido en 1755. Su talento para realizar figuras de cera en las que se copiaba al detalle la anatomía humana le valió el reconocimiento en las cortes europeas de la ilustración, y fue invitada a la de Catalina II de Rusia así como otras cortes reales.
Manzolini también creó dos efigies en cera que actualmente se exponen en el Palazzo Poggi, en Bologna: una de ellas es un autorretrato, donde se representa a sí misma diseccionando un cerebro humano; la otra efigie representa a su marido, en la misma actividad.